# Фридрих V (Цолерн)
Вижте пояснителната страница за други личности с името Фридрих V.
Фридрих V (на немски: Friedrich V von Zollern, „der Erlauchte“; † 24 май 1289, замък Хоенцолерн) е от 1255 до 1289 г. граф на Цолерн (швабска линия).

## Произход и управление
Той е син на граф Фридрих IV фон Цолерн (1188 – 1255) и Елизабет фон Абенсберг.
През 1255 г. Фридрих V последва баща си. Той получава фогтай над манастир Бойрон и през 1259 г. основава манастир Щетен в Гнадентал, който през 1267 г. е определен за фамилна гробница на Хоенцолерните.
Фридрих има конфликти до 1286 г. с роднините му швабските графове на Хоенберг.

## Фамилия
Фридрих V се жени пр. 13 януари 1258 г. за Удилхилд фон Дилинген († сл. 12 май 1289, Щетен), дъщеря на последния граф на Дилинген Хартман IV фон Дилинген († 1258) и Вилибирг фон Труендинген († 1246). Тя е сестра на Хартман V († 1286), епископ на Аугсбург (1248 – 1286). Удилхилд става след смъртта му монахиня в Щетен, където умира. Двамата имат децата:
- Фридрих VI († 1298), граф на Цолерн, основател на линията Цолерн-Цолерн

∞ 1281 принцеса Кунигунда фон Баден (1265 – 1310), дъщеря на маркграф Рудолф I фон Баден
- Фридрих († 1304), каноник в Аугсбург
- Аделхайд († 1296/1308)

∞ Хайнрих II фон Геролдсек († 1300)
- Фридрих I († 1302/09), основател на линията Цолерн-Шалксбург (Вюртемберг)

∞ 1282 Удилхилд фон Меркенберг († 1305)
- Вилбург († сл. 1300), монахиня в Щетен